# Neoscona sanghi
Neoscona sanghi là một loài nhện trong họ Araneidae.
Loài này thuộc chi Neoscona. Neoscona sanghi được Pawan U. Gajbe miêu tả năm 2004.